# Робин Пилчър
Робин Пилчър (на английски: Robin Pilcher) е британски белетрист, син на писателката Роузамънд Пилчър. Роден е на 10 август 1950 г.

## Филми по негови произведения
- Jenseits des Ozeans (2006) Телевизия ЦДФ, по романа An Ocean Apart